# مینترن (کلرادو)
مینترن (به انگلیسی: Minturn) شهری در ایالت کلرادو کشور ایالات متحده آمریکا است که جمعیت آن در سرشماری سال ۲۰۱۰ میلادی، ۱٬۰۲۷ نفر بوده‌است.